# Cirkulationsfysiologi
Cirkulationsfysiologi är läran om cirkulationsorganens funktion. Den har tre grundprinciper:
1. Blodflödet i alla vävnader är nästan alltid kontrollerat till att stå i proportion till den vävnadens metabola behov. Vissa vävnader kan öka sitt metabola behov 20-30 gånger vid hög aktivitet, medan hjärtat bara kan öka sin hjärtminutvolym 4-7 gånger. Därför kommer det inte vara möjligt att öka blodflödet i alla vävnader vid ökat aktivitet, utan blodflödet måste istället styras till de vävnader som behöver blodet mest.
2. Hjärtminutvolymen är densamma som summan av allt blodflöde genom vävnaderna. Öppnas många blodkärl kommer hjärtat att öka hjärtminutvolymen för att kompensera för det ökade blodflödet. Hjärtat fungerar alltså automatiskt; ett stort inflöde kommer generera ett stort utflöde. Dock får hjärtat även hjälp från olika nervsignaler för att reglera mängden blod som pumpas ut.
3. Artärtryckets reglering är oberoende av både lokalt blodflöde och hjärtminutvolymen. Blodtryckets reglering är av största vikt för att upprätthålla homeostas, och kroppen har olika regleringssystem för att kompensera blodtrycksförändringar, från mycket kortsiktiga till väldigt långsiktiga. Exempel på långsiktiga förändringar är förändringar som sker i njurens funktion, som gör att antingen mer eller mindre  vätska avges från blodomloppet, vilket påverkar totala blodvolymen och därmed blodtrycket.

## Anatomi
Till cirkulationsorganen hör:
- Hjärtat:

Frontal vy av ett öppnat hjärta. Vita pilar indikerar det normala blodfödet.

  - Förmak, kammare, segelklaffar, fickklaffar
- Artärer
- Vener
- Lymfkärl

## Hjärtat
Hjärtat består av en muskel med specialiserade muskelceller, som bildar ett syncytium som medför att hela muskeln kan kontrahera samtidigt. 

### Hjärtats retledningssystem

Retledningssystemet. 1:Sinusknutan, 6:AV-knutan, 7,8,9:His'ka bunten med skänklar.

Hjärtats puls genereras och fortleds genom retledningssystemet. Det består av sinusknutan, AV-knutan, His'ka bunten, höger och vänster skänkel samt purkinjefibrer.

#### Elektrokardiografi
Huvudartikel: Elektrokardiografi
Ett sätt att mäta hjärtats funktion och placering är att göra en elektrokardiografisk undersökning. Då sätter man elektroder på utsidan av kroppen, så att man kan mäta de små förändringar i spänning som sker när hjärtmuskeln depolariseras.

### Frank-Starling-mekanismen
Huvudartikel: Frank-Starling-mekanismen
Frank-Starling-mekanismen beskriver hur hjärtat påverkas av olika tryckförhållanden, som preload.

### Hjärtminutvolym
Huvudartikel: Hjärtminutvolym
Hjärtminutvolymen är den volym blod som pumpas av hjärtat varje minut. Den är lika med hjärtfrekvensen (antalet hjärtslag per minut) multiplicerat med slagvolymen. Slagvolymen kan beräknas som den mängd blod som pumpas ut av hjärtat vid varje hjärtslag. Vid vila är hjärtminutvolymen ungefär 5 liter, men kan öka till det femdubbla om situationen kräver.

## Blodkärl

Översiktsbild över de största blodkärlen i kroppen (på engelska).

Blodkärlen utgörs av artärer, som för blod bort från hjärtat, och vener som för blodet tillbaka till hjärtat.
Skillnader mellan artärer och vener:
- Artärer har tjockare glatt muskulatur, samt mer elastisk bindväv. Detta för att kunna reglera blodflödet och hantera de tryckskillnader som uppstår i det arteriella systemet när hjärtat kontraherar.
- Vener har tunnare kärlväggar, som till största delen består av lucker bindväv.

### Artärer
Artärerna kan delas in, i sjunkande storleksordning, efter följande:
- Artärer
- Arterioler

### Vener
Vener, kan delas in, i stigande storleksordning:
- Venol
- Ven

### Kapillärer
Kapillärerna är de minsta blodledande kärlen. De har en diameter som är samma eller precis understiger den av röda blodkroppar, vilket leder till så kallat "single file flow" i dessa.